# باتريك وولف (مغني)
باتريك وولف (بالإنجليزية: Patrick Wolf)‏ هو منتج أسطوانات ومغن مؤلف وعازف بيانو ومغني وكاتب أغاني وملحن بريطاني، ولد في 30 يونيو 1983 في لندن في المملكة المتحدة.

## وصلات خارجية
- الموقع الرسمي
- باتريك وولف على موقع IMDb (الإنجليزية)
- باتريك وولف على موقع ميوزك برينز (الإنجليزية)
- باتريك وولف على موقع أول ميوزيك (الإنجليزية)
- باتريك وولف على موقع ديسكوغز (الإنجليزية)